# Lalela Mswane
Lalela Mswane, née le 27 mars 1997 à Richards Bay, KwaZulu-Natal, est une mannequin sud-africaine, lauréate du concours Miss Supranational 2022.
Elle a précédemment représenté son pays au concours Miss Univers 2021 où elle s'est classée 2e dauphine.

## Biographie
Mswane est né à Richards Bay, dans la province du KwaZulu-Natal en Afrique du Sud. Son père, Muntu Mswane, était un ancien diplomate et ministre né à Eswatini décédé en 2010, tandis que sa mère Hleliselwe travaillait comme comptable et femme au foyer. Elle est la plus jeune de trois enfants, ayant un frère et une sœur aînés. Après avoir terminé ses études secondaires à Pro Arte Alphen Park en 2015, Mswane s'est inscrite à l'Université de Pretoria, obtenant plus tard un baccalauréat en droit.
Avant de devenir Miss Afrique du Sud, Mswane a travaillé comme mannequin professionnelle auprès de l'agence de mannequins sud-africaine Alushi Models.

## Concours de beautés
Mswane a commencé sa carrière d'apparat après avoir participé au concours Matric Experience 2015, où elle a terminé en tant que 1re dauphine.

### Miss Afrique du Sud 2021
Le 6 juillet 2021, Mswane a été annoncée comme l'une des 30 femmes présélectionnées pour le concours Miss Afrique du Sud 2021. Après une nouvelle série d'interviews et de votes publics, elle a été annoncée le 3 août comme l'une des 10 demi-finalistes qui se sont qualifiées pour la finale télévisée.
La finale de Miss Afrique du Sud 2021 s'est déroulée le 16 octobre, au Grand West Arena du Cap. Après avoir participé aux parties maillot de bain et robe de soirée de la compétition, Mswane s'est qualifiée parmi les cinq premières. Elle a ensuite participé au tour de questions et réponses et a été sélectionnée comme l'une des trois finalistes, avant d'être couronnée Miss Afrique du Sud 2021. En tant que Miss Afrique du Sud, Mswane a reçu une gamme de prix et de récompenses, dont R1 million, un one- résidence d'un an dans un appartement entièrement meublé à Sandton, un bail d'un an sur une Mercedes-Benz Classe C et la possibilité de représenter l'Afrique du Sud à Miss Univers 2021.

### Miss Univers 2021
Mswane a reçu de nombreuses critiques en Afrique du Sud pour avoir accepté de participer à Miss Univers 2021, qui devait se tenir en Israël, en raison du conflit israélo-palestinien. Malgré les critiques, le compte Instagram officiel de Miss Afrique du Sud a confirmé dans un post avec commentaires désactivés, que Mswane serait toujours en compétition. Le 14 novembre 2021, le Gouvernement d'Afrique du Sud a retiré son soutien à Mswane pour concourir à Miss Univers 2021. Le 27 novembre, Mswane a publié sur son compte Instagram qu'elle avait décidé de participer à Miss Univers après des semaines d'absence. Le 12 décembre 2021, Mswane a participé à Miss Univers 2021 et elle s'est classée 2e dauphine.

### Miss Supranational 2022
Le 15 février 2022, l'organisation Miss Afrique du Sud a annoncé que Mswane représentera également l'Afrique du Sud à Miss Supranational 2022 qu'elle a remportée le 15 juillet 2022. Elle est devenue la première femme noire à gagner et la 2e femme africaine à remporter Miss Supranational après Chanique Rabe. Cela marque également une victoire consécutive pour l'Afrique.